# Eisenbahnmuseum Skierniewice

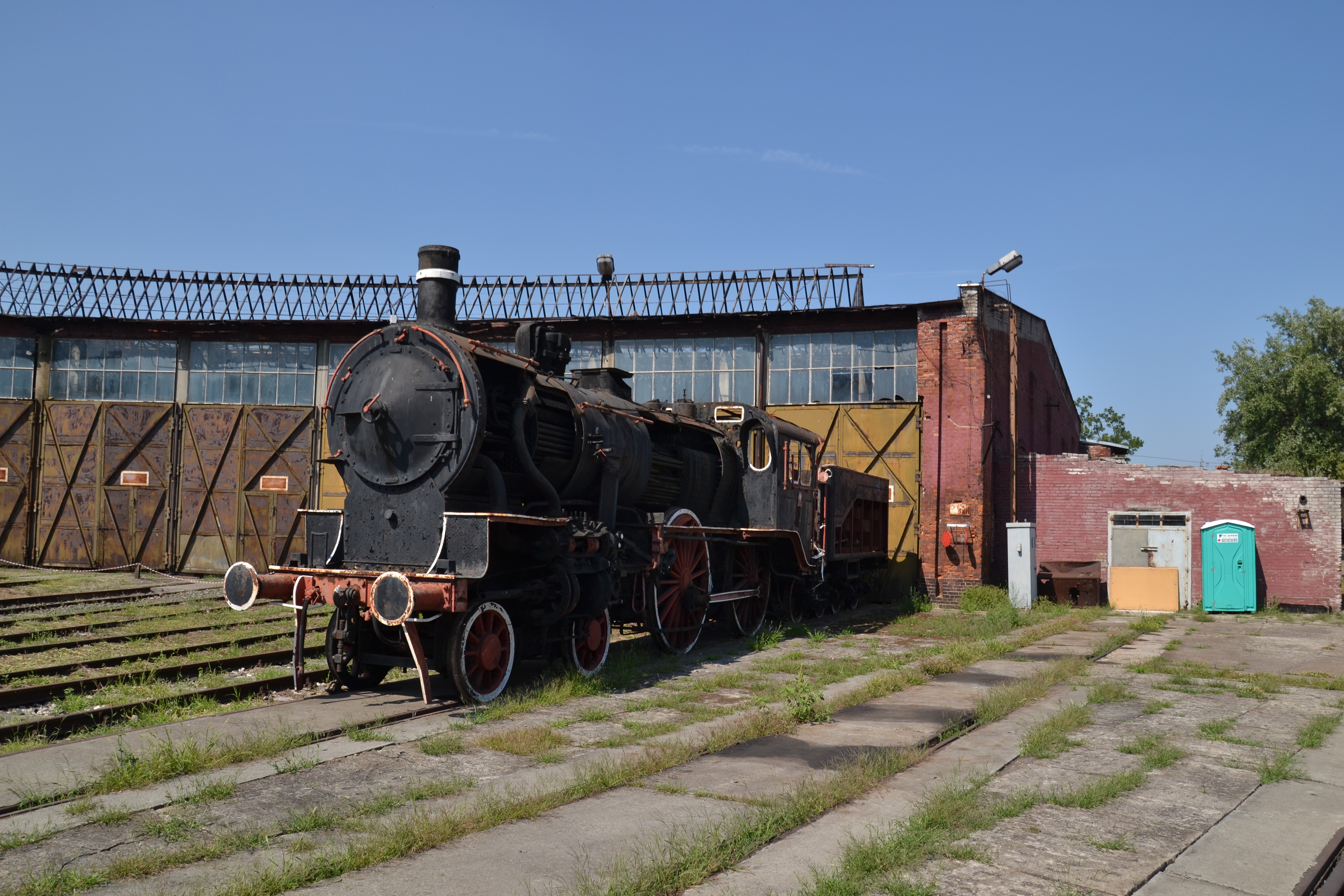
Preußische S 6 im aufgeschnittenen Zustand vor dem Rundschuppen

Das Eisenbahnmuseum Skierniewice (polnisch Parowozownia Skierniewice – wörtlich: „Ringlokschuppen Skierniewice“) im ehemaligen Bahnbetriebswerk der Stadt Skierniewice zeigt historisch wertvolle Fahrzeuge aus der Zeit der Preußischen Staatseisenbahnen, der Deutschen Reichsbahn und der PKP. Das Betriebswerk wurde 1845 in Betrieb genommen und bis 1991 von den PKP genutzt. Heute ist der Lokschuppen Ort des von dem polnischen Verein Polskie Stowarzyszenie Miłośników Kolei (deutsch Polnischer Verein der Eisenbahnfreunde) geführten Museums an der Bahnstrecke Warschau–Kattowitz neben dem Bahnhof.
Das Museum führt seit 2014 allmonatliche Tage der offenen Tür sowie weitere Sonderöffnungen durch.

## Geschichte

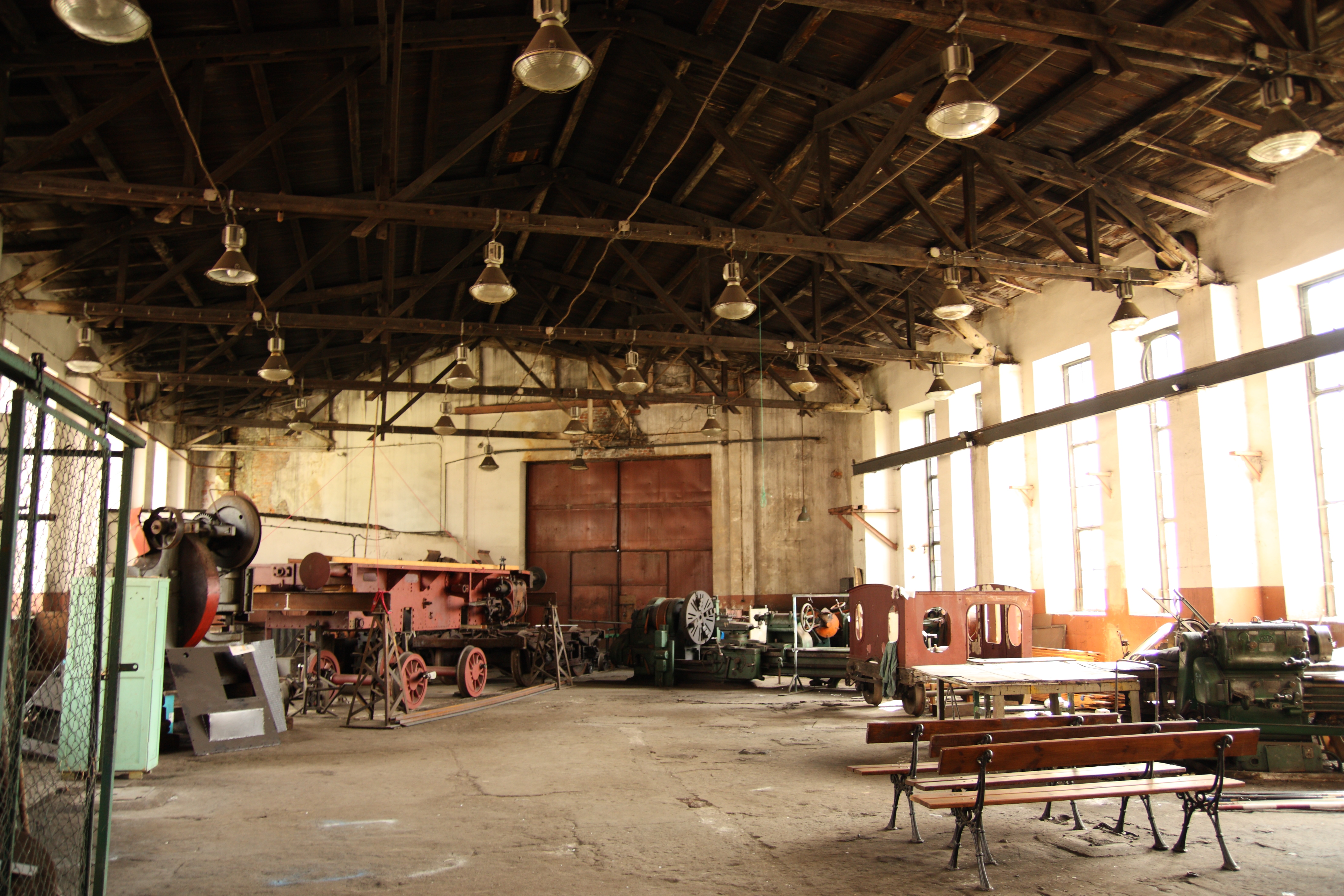
Blick in eine Nebenwerkstatt des ehemaligen Bw-Geländes

Die Sammlung des Polskie Stowarzyszenie Miłośników Kolei geht auf das Jahr 1987 mit der Gründung des Vereines zurück. 1991 wurde das Betriebswerk Skierniewice der Polskie Koleje Państwowe (PKP) aufgelöst.

## Geschichte des Betriebswerkes
Die Pläne des ersten Betriebswerke aus dem Jahr 1845 sind nicht bekannt. 1858 wurden ein Dampflok- und Wagenschuppen, ein Kohlenlager und eine Drehscheibe erwähnt. 1861 wurde eine Drehscheibe mit einem Durchmesser von 12 Metern eingebaut, ein Jahr später ein weiterer Schuppen mit acht Ständen. 1865 wurde der Lokschuppen um vier Stände erweitert, 1871 folgten weitere vier. Bis 1879 waren 24 Stände erreicht.
Zu Beginn des Ersten Weltkriegs war Skierniewice wichtiger strategischer Knotenpunkt. Am 21. Oktober 1914 befahl General Ludendorff, alle Gebäude und Einrichtungen zu sprengen bzw. niederzubrennen.
Nach dem Ersten Weltkrieg war der Lokomotivschuppen eines der ersten wiederaufgebauten Objekte im Betriebswerk. Mit insgesamt 23 Ständen wurde er auf den Fundamenten des alten Schuppens neu errichtet. Eine neue Drehscheibe mit 16,75 Meter Durchmesser folgte. Die Bedeutung des Betriebswerkes sank bereits nach wenigen Jahren, da nach einem Streckenumbau die Züge nach Danzig und Gdingen ohne Richtungsänderung und Lokwechsel ihr Ziel erreichten.
Als mit dem Zweiten Weltkrieg die Verkehrsströme nach Osten zunahmen, kam es durch zunehmende Kohletransporte und die Bespannung mit schweren Lokomotiven zum erneuten Ausbau des Betriebswerkes. Eine neue Drehscheibe mit 20 Meter Durchmesser wurde eingebaut und die Schuppenstände durch Umbau der Außenwände verlängert, so dass eine Gleislänge von 27 Metern zur Verfügung stand.
In den Jahren nach dem Krieg wurden alle in Skierniewice zusammenlaufenden Strecken nach und nach elektrifiziert; die erste Diesellok war bereits 1970 im Betriebswerk eingetroffen. Mit dem zweispurigen Ausbau der Strecke nach Łowicz wurde die Drehscheibe wegen Platzmangel durch eine asymmetrische Sektorendrehscheibe ersetzt. Mitte 1987 waren 15 Elektrolokomotiven in Skierniewice beheimatet. 1989 endete der Einsatz von Dampflokomotiven, 1991 waren 24 Diesellokomotiven vorhanden. Am 31. Oktober 1991 wurde das Betriebswerk als selbständige Einheit aufgelöst.
Der Verein Polskie Stowarzyszenie Miłośników Kolei übernahm den 23-ständigen Lokschuppen als aktives Freilichtmuseum für Eisenbahntechnik und Museum für Eisenbahnfahrzeuge. Im Jahr 2017 wurde der Verein alleiniger Eigentümer des Lokschuppenkomplexes sowie einiger Nebenbahnen und konnte in der gleichen Zeit einige Nebenwerkstätten zusätzlich übernehmen. Seitdem wurden die Fußböden der Halle und das Hallendach saniert sowie weitere Renovierungsarbeiten wie die an der Drehscheibe und an verschiedenen Hallentoren durchgeführt. Dies geschah, als in der Halle schon Ausstellungsstücke standen. 2005 waren bereits erste Führungen zu besonderen Anlässen organisiert worden.

## Fahrzeugbestand

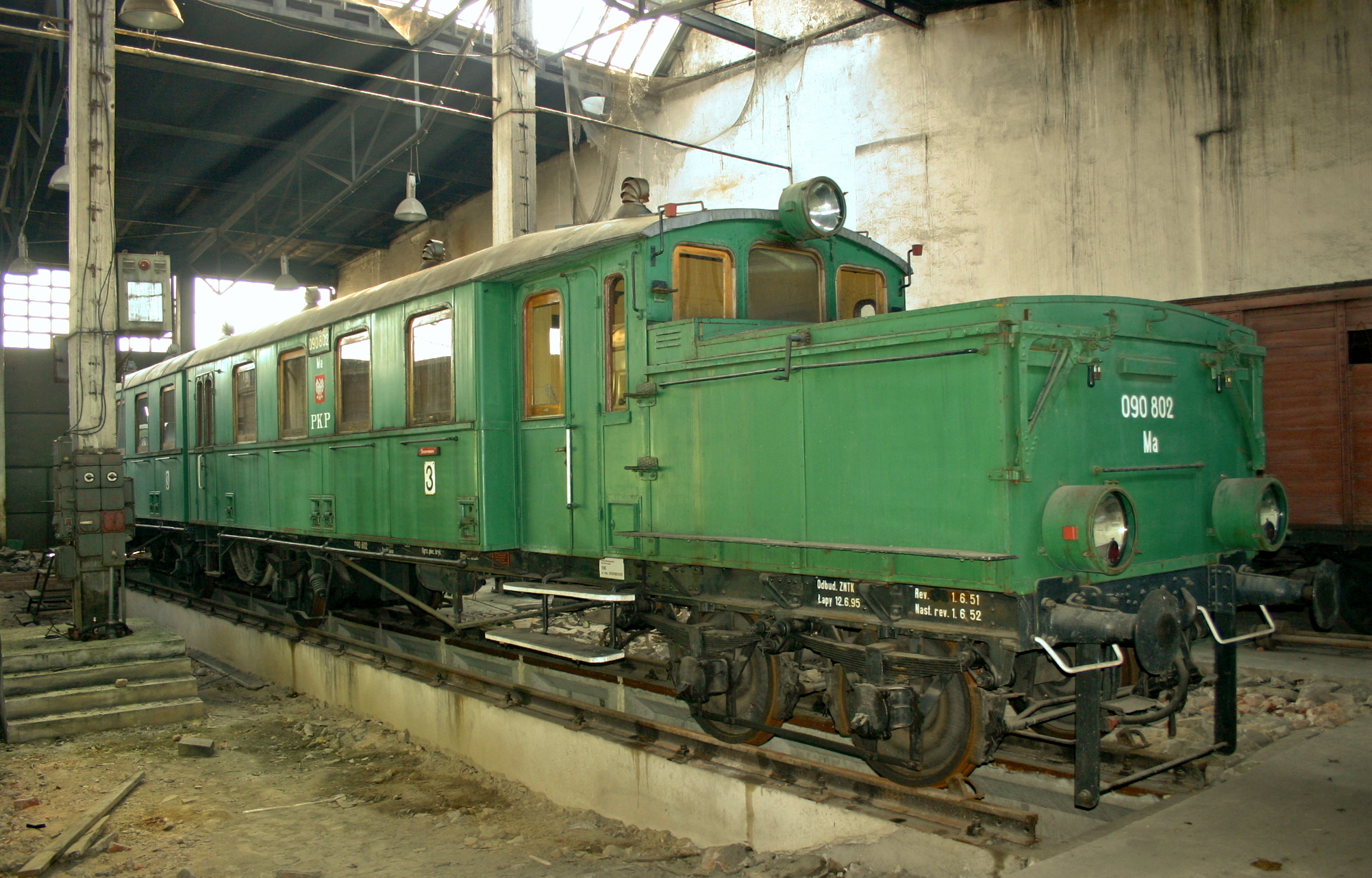
Wittfeld-Akkumulatortriebwagen im Eisenbahnmuseum 2005

Das Museum hat in der Vergangenheit durch mehrere Renovierungserfolge auf sich aufmerksam gemacht und besitzt einige historisch wertvolle Exponate aus der Zeit der Preußischen Staatseisenbahnen, der Deutschen Reichsbahn und der PKP.

### Dampflokomotiven
Ein historisch wertvolles Stück ist die Preußische S 6 Altona 656 von Linke-Hofmann mit der Fabriknummer 934 aus dem Jahr 1912, die bei der Deutschen Reichsbahn die Nummer 13 1247 und bei der PKP die Nummer Pd5-17 trug. Sie stand bis 2010 als teilweise aufgeschnittenes Studienobjekt an der Technischen Oberschule Technikum nr 7 w Zespole Szkół im. inż. Stanisława Wysockiego d. „Kolejówka“ in Warschau und ist das einzige erhaltene Exemplar der Baureihe.
| Bezeichnung                              | letzter Betreiber        | Hersteller      | Fabriknummer | Baujahr | Spurweite | Foto         |
| ---------------------------------------- | ------------------------ | --------------- | ------------ | ------- | --------- | ------------ |
| TKi3-137                                 | PKP                      | Union           | 1759         | 1909    | 1435 mm   |              |
| Pd5-17                                   | PKP                      | Linke-Hofmann   | 934          | 1912    | 1435 mm   |              |
| Ok1-266                                  | PKP                      | Schichau        | 2925         | 1921    | 1435 mm   |              |
| TKb2                                     | Cukrownia Dobrzelin      | O&K             | 10672        | 1925    | 1435 mm   | Foto der Lok |
| Ty23-273                                 | PKP                      | WSABP           | 130          | 1928    | 1524 mm   |              |
| OKl27-10                                 | PKP                      | Cegielski       | 172          | 1930    | 1435 mm   |              |
| Industriedampflok Tkp 102 ähnlich T 13.1 | Industriebetrieb         | Fablok Krenau   | 982          | 1942    | 1435 mm   | Foto der Lok |
| Tkt48-39                                 | PKP                      | Cegielski       | 1565         | 1951    | 1435 mm   |              |
| Ol49-4                                   | PKP                      | Fablok Chrzanów | 2606         | 1951    | 1435 mm   |              |
| TKh49 Typ Ferrum                         | Industriebetrieb         | Fablok Krenau   | 2949         | 1952    | 1435 mm   | Foto der Lok |
| Ty51-1                                   | PKP                      | Cegielski       | 1980         | 1953    | 1435 mm   |              |
| Fablok Typ Slask                         | PKP                      | Fablok Chrzanów | 6042         | 1962    | 1435 mm   | Foto der Lok |
| Ty2-1407                                 | PKP                      | ZNTK Wroclaw    | unbekannt    | 1964    | 1435 mm   |              |
| HFB 2239                                 | Zuckerfabrik Leśmierz 3  | Linke-Hofmann   | 1721         | 1918    | 600 mm    |              |
| Fablok Typ Ryś                           | Zuckerfabrik Leśmierz 4  | Fablok Chrzanów | 1541         | 1946    | 600 mm    |              |
| Fablok Typ Las                           | Zuckerfabrik Leśmierz 12 | Fablok Chrzanów | 1984         | 1949    | 600 mm    |              |

### Elektrolokomotiven und Triebwagen
Der als Ma 090 802 bezeichnete Wittfeld-Akkumulatortriebwagen ist der ehemalige AT 543/544 der Deutschen Reichsbahn, der 1913 für die Eisenbahndirektion Stettin hergestellt wurde. Es ist das einzige erhaltene Exemplar seiner Serie. Er wurde rollfähig aufgearbeitet und kann zu besonderen Anlässen in Bewegung gezeigt werden. Die EP03-08 und die Akkulokomotive der Zuckerfabrik Witaszyce, gebaut von der AEG im Jahr 1928, sind ebenfalls historische Fahrzeuge.

### Diesellokomotiven und Triebwagen
Das Museum besitzt einen Triebwagen der Bauart Görlitz mit 4,5 Meter Achsstand und 3 Seitenfenstern aus den 1930er-Jahren, der zu PKP-Zeiten die Betriebsnummer SN51-02 hatte. Der frühere Einsatzort des Triebwagens, der aus einer Lieferliste der WUMAG Görlitz an verschiedene Kleinbahnen im damaligen Schlesien stammt, ist nicht bekannt. Ferner besitzt das Museum eine Kleinlokomotive Ls150, zwei Fablok Ls40, zwei Lokomotiven des Typs Ls60 und die etwas schwerere SP30-218.

### Wagen und Nebenfahrzeuge
Vorhanden sind eine größere Anzahl Reisezugwagen aus der Zeit von 1887 bis 1961, offene und geschlossene Güterwagen aus der Zeit von 1875 bis 1946 und Sonderfahrzeuge wie Draisinen aller Art, einige Eisenbahndrehkrane, einige Dampfloktender, die später zu Wasserwagen umgebaut wurden, und einige fahrbare Unterwerke.